# Mirosław Lenk
Mirosław Lenk (ur. 12 sierpnia 1958 w Żaganiu) – polski nauczyciel i samorządowiec, w latach 2006–2018 prezydent Raciborza.

## Życiorys
Ukończył studia na Akademii Ekonomicznej we Wrocławiu. W latach 1983–1995 był nauczycielem, a następnie dyrektorem Szkoły Podstawowej nr 15 w Raciborzu. W latach 1999–2002 zajmował stanowisko naczelnika wydziału edukacji, a następnie wiceprezydenta Raciborza.
Od 1998 do 2002 był radnym powiatu raciborskiego z listy Unii Wolności. W 2002 (startując z lokalnego komitetu) przegrał w drugiej turze bezpośrednich wyborów na prezydenta Raciborza z Janem Osuchowskim, uzyskał wówczas mandat radnego miasta. Od 2002 do 2006 sprawował urząd sekretarza powiatu raciborskiego. 27 listopada 2006 w wyniku drugiej tury wyborów samorządowych został wybrany na prezydenta Raciborza. W 2010 wstąpił do Platformy Obywatelskiej. W tym samym roku uzyskał reelekcję w pierwszej turze, a w 2014 został wybrany na kolejną kadencję w drugiej turze głosowania. W 2018 ponownie kandydował na prezydenta miasta, przegrywając w drugiej turze głosowania; uzyskał natomiast mandat radnego miejskiego. Utrzymał go również w 2024, obejmując w tym samym roku funkcję przewodniczącego rady miejskiej.

## Życie prywatne
Jest żonaty, ma dwóch synów.

## Odznaczenia
W 2002 otrzymał Srebrny Krzyż Zasługi.